# Шехан Карунатилака
Шехан Карунатилака е писател от Шри Ланка. Израства е в Коломбо, учи в Нова Зеландия и живее и работи в Лондон, Амстердам и Сингапур. Неговият дебютен роман от 2010 г. Chinaman: The Legend of Pradeep Mathew е отличен с много награди. Третият му роман The Seven Moons of Maali Almeida (2022) е обявен за носител на „Букър“ на 17 октомври същата година.

## Биография
Шехан Карунатилака е роден през 1975 г. в Гале, Южна Шри Ланка и е израства в Коломбо. Образованието си получава в Шри Ланка, а след това в Нова Зеландия. Завършва английска литература въпреки желанието на семейството си да учи бизнес администрация.
Преди да публикува дебютния си роман през 2010 г., той работи в областта на рекламата, а също така е пише статии за „Гардиън“, „Нюзуик“, „Ролинг Стоун“, Джи Кю, „Нешънъл Джиографик“, Condé Nast, Wisden, The Cricketer и Economic Times. Свирил е на бас с рок групи от Шри Ланка.